# Le Prince d'Orange (chanson)

Le Prince d'Orange est une chanson traditionnelle du XVIe siècle. Gabriel Yacoub l'a reprise en 1973 avec le groupe Malicorne. 

## Analyse
La chanson s'inspire de la mort en 1544 du capitaine de Charles Quint, René de Nassau, prince d'Orange, lors du siège de Saint-Dizier. Elle aurait été composée la même année mais de nombreuses variantes rendent difficile l'identification exacte du Prince d'Orange mentionné. Souvent l'air était seul repris avec un texte différent. On trouve ainsi par exemple dans Recueil des plus belles chansons et airs de cour (1724) : 

« Pour le Prince d'Orange, trop matin s'est levé... »

 ou encore : 

« C'est le Prince d'Orange / Trop matin s'est levé / Il appela son page / Mon mors est-il bridé ?. »

## Paroles
[...]

Est allé voir son page

Va seller mon coursier

Que maudit soit la guerre

Va seller mon coursier
| Mon beau Prince d'Orange Où voulez-vous aller ? Je veux aller en France Où le Roi m'a mandé Que maudit soit la guerre Où le Roi m'a mandé Je veux aller en France Où le Roi m'a mandé Mis la main sur la bride Le pied dans l'étrier Que maudit soit la guerre Le pied dans l'étrier Mis la main sur la bride Le pied dans l'étrier Je partis sain et sauf Et j'en revins blessé Que maudit soit la guerre Et j'en revins blessé Je partis sain et sauf Et j'en revins blessé De trois grands coups de lance Qu'un Anglais m'a donnés Que maudit soit la guerre Qu'un Anglais m'a donnés | De trois grands coups de lance Qu'un Anglais m'a donnés J'en ai un à l'épaule Et l'autre à mon côté Que maudit soit la guerre Et l'autre à mon côté J'en ai un à l'épaule Et l'autre à mon côté Un autre à la mamelle On dit que j'en mourrai Que maudit soit la guerre On dit que j'en mourrai Un autre à la mamelle On dit que j'en mourrai Le beau Prince d'Orange Est mort et enterré Que maudit soit la guerre Est mort et enterré Le beau Prince d'Orange Est mort et enterré L'ai vu porté en terre Par quatre cordeliers Que maudit soit la guerre Par quatre cordeliers |

## Postérité
Comme tout le répertoire de musique traditionnelle, la chanson, paroles et musique, est dans le domaine public et peut de ce fait être librement reprise sans être soumise au paiement d'un droit d'auteur. Le groupe de musique folk Malicorne l'interprète sur les albums, Pierre de Grenoble en 1973, Malicorne en public en 1979 et, a cappella, sur Vox en 1996. 
En décembre 2014, le groupe breton HIKS, sort un CD Opération Malicorne avec la participation de Gabriel Yacoub et Marie Sauvet. Ce CD reprend, entre autres, la chanson Le Prince d'Orange.

## Partition
- Voir la partition en PDF (Creative Commons)